# Arnuwanda I
Arnuwanda I (1430 a.C. circa – 1375 a.C. circa) è stato un sovrano ittita, succedendo al padre adottivo Tudhaliya I/II, agli inizi del XIV secolo a.C..

## Sul trono per matrimonio
Arnuwanda, le cui origini non ci sono note, sposò la figlia della coppia regnante ittita, Asmunikal. Nonostante sia oggigiorno accettato dal mondo accademico che il sovrano Tudhaliya I/II avesse già figli maschi naturali, per ragioni a noi ignote ritenne comunque di sceglierlo come erede alla corona, adottandolo prima ed elevandolo a co-reggente poi, al fine di agevolarne la successione.
La fase di co-reggenza fu un periodo ancora piuttosto sereno per gli Ittiti: qualche vittoria militare nell'Ovest anatolico e soprattutto l'aumento del controllo, se non l'annessione diretta (che forse si perfezionò solo dopo la morte di Tudhaliya I/II), del regno hurrita di Kizzuwatna; l'impero che ereditò alla morte del suocero era assai esteso e andava dal Sud-Ovest anatolico all'alta Mesopotamia.
Probabilmente il sovrano aveva mire espansionistiche verso l'area dei principati siriani, ma dovette presto desistere dai propri propositi.

## Situazione politica
Erano infatti riprese le tradizionali devastanti incursioni delle popolazioni Kaska, che dal Ponto anatolico calavano sulle Terre Alte ittite martoriando la zona a nord della capitale. Arnuwanda tentò di contrastarle sia con la strada dell'intervento armato che con quella della diplomazia, siglando anche trattati di pace con gli incursori, ma i risultati conseguiti furono relativi e vari territori furono perduti.
Si stava inoltre rafforzando l'alleanza tra Mitanni e l'Egitto, che bloccò l'espansione ittita sul lato sudorientale, vanificando i successi militari di Tudhaliya I/II in territorio siriano e la definitiva annessione del reame di Kizzuwatna, che avrebbe potuto servire da base per attaccare l'area.
A Ovest intanto le popolazioni Arzawa manifestavano propositi di ribellione, che si realizzarono sotto il regno del figlio di Arnuwanda, Tudhaliya III.
Abbiamo notizia di movimenti ostili del re di Arzawa, Kupanta-Kurunta, e dei suoi tre figli, nonché di un certo Tarhuna-Radu (che più tardi diverrà re di Arzawa), ai confini occidentali del regno Ittita.
Proprio a testimoniare le difficoltà incontrate dal sovrano nel controllo dell'Ovest anatolico ci resta uno scritto, conosciuto come Atto di accusa contro Madduwatta, nel quale viene descritta una complicata vicenda fatta di intrighi, tradimenti e battaglie che hanno come protagonista il re di Arzawa Kupanta-Kurunta e un certo Madduwatta.
Si ha anche notizia, sempre dal fronte occidentale, dell'aggressione di un certo Huhazalma, forse re di Arzawa (o di uno degli staterelli dell'area di Arzawa), che sottrasse vari territori nelle terre basse di confine (1378-1375 a.C. ca.); fu probabilmente poco più di un'incursione e i territori (tra cui la città di Ura) vennero rapidamente recuperati, ma l'evento restò nella memoria ittita tanto da trovare riferimenti in testi successivi, citando il periodo come "l'anno di Huhazalma".
La sensazione che deriva in generale dai testi è che quello di Arnuwanda I sia stato un regno contraddistinto da una precarietà nel controllo del territorio e da una certa vulnerabilità militare, non ancora messa completamente a nudo dai bellicosi confinanti.
Sotto la sua guida ci fu solo una modesta contrazione territoriale dell'impero e le periferie furono meno stabili, pur senza un'effettiva crisi; si gettarono comunque in questo periodo le basi per il tracollo che investì gli Ittiti nei primi anni di regno di Tudhaliya III.

## La famiglia del Re
Grazie all'impulso dato all'apparato burocratico durante il regno di Arnuwanda, abbiamo molte informazioni sulla composizione della famiglia reale dai molti testi sacri e amministrativi giunti sino a noi.
Oltre al tuhkanti (erede designato) Tashmi-Sharri, già adulto è sposato con Satanduhepa prima di ascendere al trono, la coppia reale ebbe almeno altri tre figli maschi: Manninni, Pariyawatra e Kantuzzili, elencati sempre rigorosamente in questo ordine, che dovrebbe seguire il criterio di anzianità e probabilmente un altro figlio, il maggiore, morto prima che Arnuwanda salisse al trono, Ašmi-Šarrumma, e una figlia, Lalantiwasha.
Alcuni ipotizzano la presenza di un ulteriore figlio minore, Tulpi-Tešub, ma come è stato convincentemente argomentato, dalla comparazione dei testi sembra assai probabile che si trattasse di un nipote della coppia reale, figlio di Manninni o piu probabilmente di Ašmi-Šarrumma.
L'investitura di Tashmi-Sharri come erede avvenne con una elaborata cerimonia alla quale, oltre ai genitori e alla moglie Satanduhepa, presenziarono i fratelli e Tulpi-Tešub (indicato alla riga 9 espressamente come "nostro nipote" ed evidentemente già abbastanza adulto da essere citato), ma dalla quale mancava Manninni, verosimilmente già morto.
Tali circostanze fanno ipotizzare che Arnuwanda fosse asceso al trono in età piuttosto avanzata e che di conseguenza il suo predecessore Tudhaliya I/II avesse avuto un regno particolarmente lungo.
Sappiamo oggi con certezza che tra Arnuwanda e il suo successore diretto non ci sia stata co-reggenza.
Non abbiamo date esatte della durata del regno di Arnuwanda, che non deve aver superato come monarca unico i 5-10 anni; è verosimile immaginare che sia asceso al trono come co-reggente del padre adottivo Tudhaliya I/II attorno al 1385-80, per poi lasciarlo al figlio Tudhaliya III attorno al 1375.
Sotto il profilo organizzativo Arnuwanda proseguì la politica di riorganizzazione dell'apparato statale iniziata da Tudhaliya I/II, con la redazione di vari testi amministrativi; la centralizzazione del potere venne rafforzata, impostazione che perdurò per tutta l'età imperiale.

## Arnuwanda e Hattušili II: le ipotesi
Alcuni studiosi identificano Arnuwanda I come fratello del fantomatico Hattušili II (si veda nota 7), il re di cui non si ha certezza dell'esistenza, né se abbia regnato; in tal caso, considerando anche che la stirpe di Arnuwanda non era reale, potrebbe esservi stata una co-reggenza per ragioni contingenti, con Arnuwanda o con Tudhaliya III, comunque molto limitata nel tempo.
Recentemente è stato supposto che Hattušili II potesse essere il figlio maggiore di Arnuwanda, nato da una concubina e quindi di secondo rango, e che avesse svolto brevemente la funzione di reggente (o co-reggente) per il tuhkanti designato, il principe Tashmi-Sharri, poi appunto asceso col nome di Tudhaliya III, figlio invece di primo rango, ma ancora troppo giovane per il trono.